# Schwalm-Eder-Kreis
Schwalm-Eder-Kreis je okrug u njemačkoj pokrajini Hessen. Oko 185.310 stanovnika živi u okrugu površine 1.538,56 km².

## Gradovi i općine u okrugu
| Gradovi | Općine |                                                                                           |
| --- | --- | ----------------------------------------------------------------------------------------- |
| 1. Borken 2. Felsberg 3. Fritzlar 4. Gudensberg 5. Homberg 6. Melsungen 7. Neukirchen 8. Niedenstein 9. Schwalmstadt 10. Schwarzenborn | 1. Spangenberg 2. Bad Zwesten 3. Edermünde 4. Frielendorf 5. Gilserberg 6. Guxhagen 7. Jesberg 8. Knüllwald 9. Körle 10. Malsfeld | 1. Morschen 2. Neuental 3. Oberaula 4. Ottrau 5. Schrecksbach 6. Wabern 7. Willingshausen |

## Vanjske poveznice
- Službena stranica (njem.)